# フィリップ・ド・ロチルド

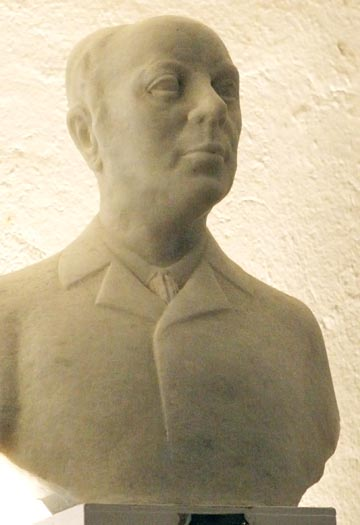
フィリップ・ド・ロチルドの胸像

フィリップ・ド・ロチルド男爵（Le baron Philippe de Rothschild、1902年4月13日 - 1988年1月30日）は、フランスのワイン製造業者、貴族。
パリ・ロチルド家（英語読みでロスチャイルド家）の分家の一人。ワインのシャトー・ムートンを現在の名声まで高めた人物として知られる。

## 経歴

### 生い立ち
父はアンリ・ド・ロチルド、母はマチルド・ヴァイスヴァイラー（Mathilde Weissweiller）。兄にジャム＝アンリ（James-Henri）、姉にナディーヌ（Nadine）がいる。
1853年にシャトー・ムートンを買い取ったナサニエル・ド・ロスチャイルドの曾孫にあたる（パリ・ロチルド本家はこれに対抗して1868年にシャトー・ラフィットを購入しており、以降同じ一族でライバル関係となる）。ナサニエルはロンドン・ロスチャイルド家の祖ネイサン・メイアー・ロスチャイルドの三男だが、長くパリで暮らしたため、その子孫はロンドン家の系譜を離れてパリ・ロチルド家に転じていた。
兄姉とともにスコットランド人の家庭教師メイ嬢から教育を受けた。第一次世界大戦中の1918年にドイツ軍がパリ郊外まで迫ったため、メイ嬢とともにボルドーに疎開したが、この際に祖母テレーゼの所有するメドックにあるシャトー・ムートンのブドウ園を見学し、その牧歌的な光景に心惹かれた。

### シャトー経営

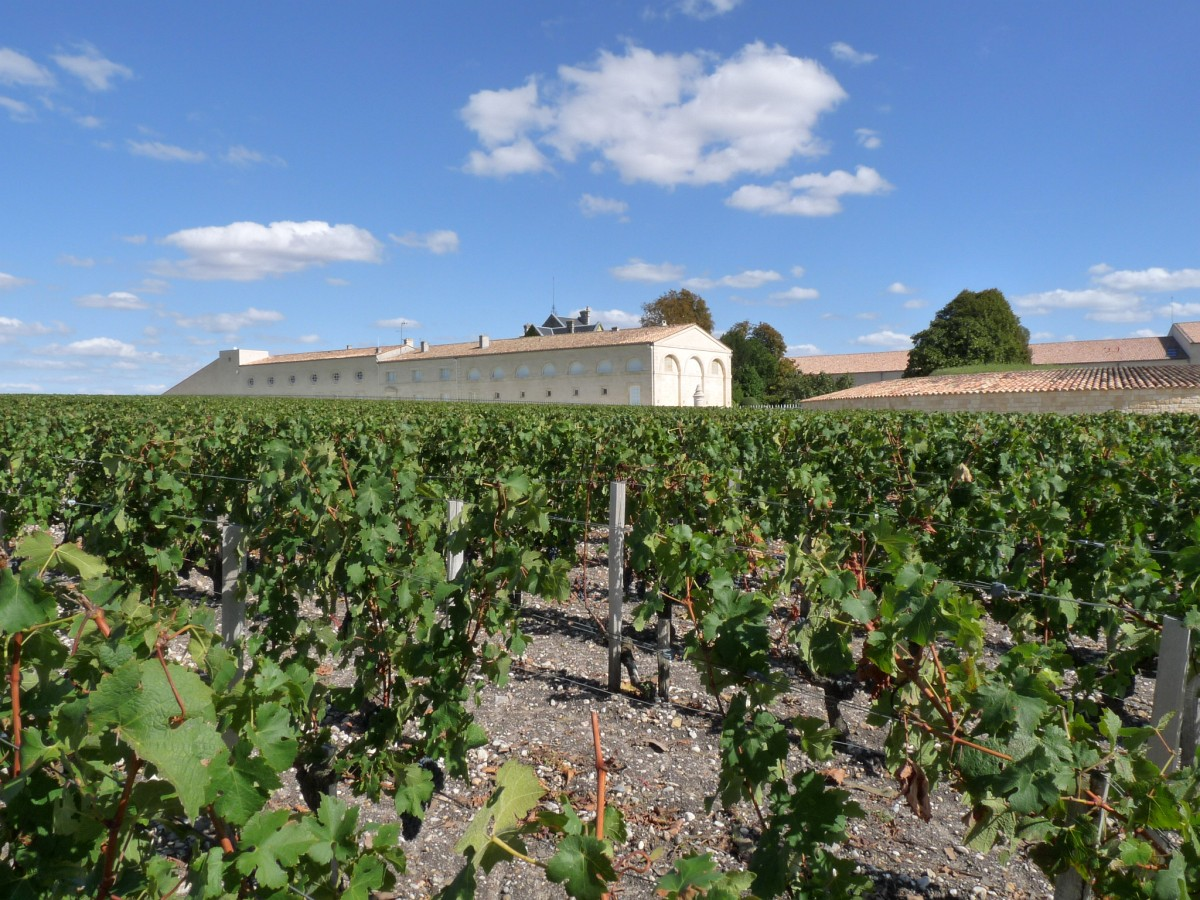
シャトー・ムートンのブドウ園（2012年）

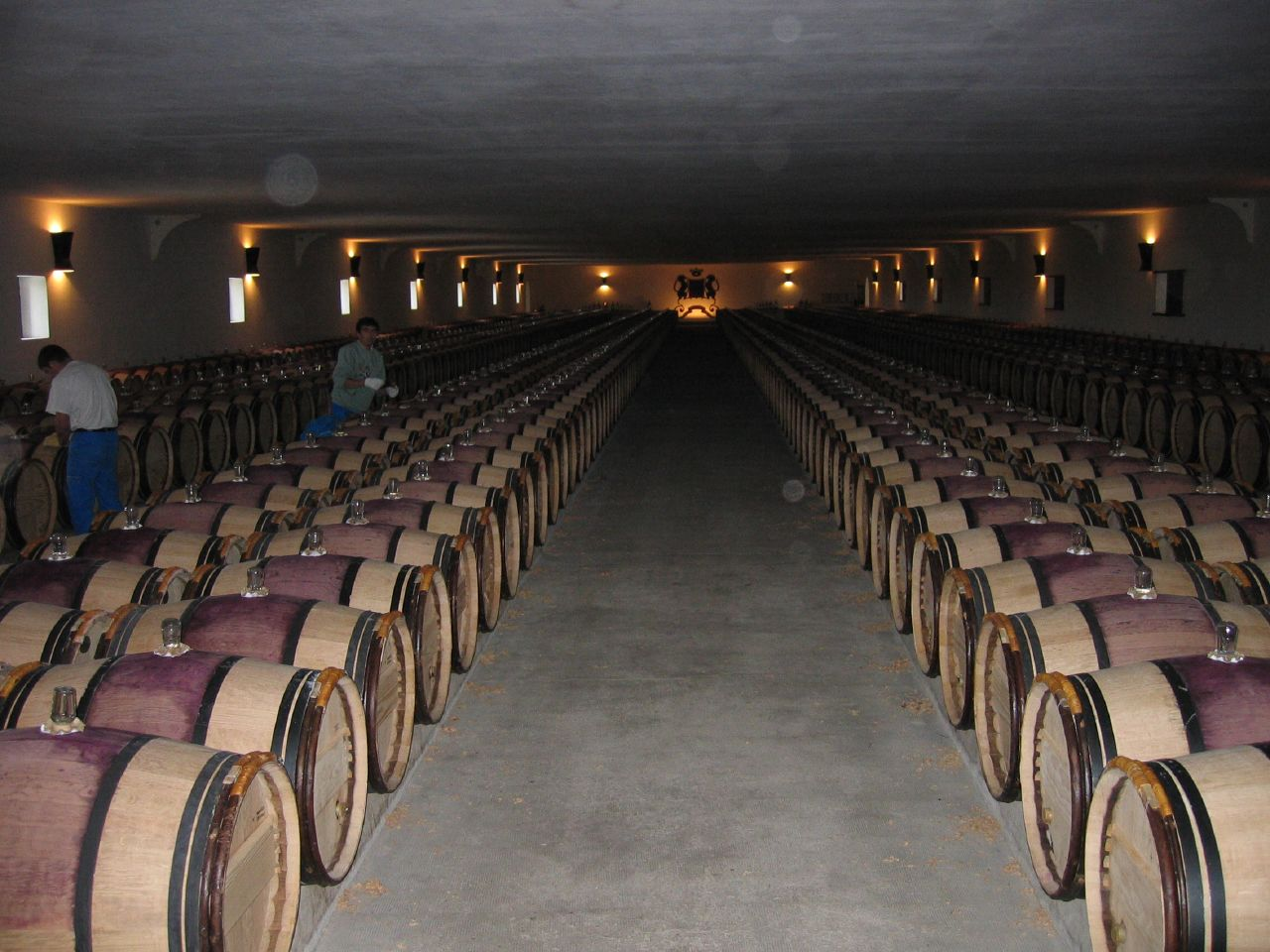
シャトー・ムートンの倉庫で熟成中のワイン（2005年）

しかし訪問を続けるうちにフィリップはシャトーが荒廃し始めていることに気付き、脚本を書くのに熱中してシャトーを気にかけない父アンリにシャトー救済の必要性を訴えた。父が調べたところ、シャトーは多額の借金を抱えており、祖母の不在と管理の杜撰さに付け込む従業員たちの横領が発覚。アンリは改善のためフィリップに経営を任せることにした。フィリップはこれに大喜びしたという。
1922年にメドックに着任したフィリップは、横領している従業員たちを罰しなかった。原因は管理を怠った自分たちにあり、過去よりも将来の発展のことを考えたかったためだった。一方従業員たちはこれまで好き勝手やってこれたのにロチルド家の者が直接やって来て口うるさく監督するようになったことが面白くなかった。しかしフィリップは彼らと意見交換していくことで少しずつ信頼を勝ち得ていった。
フィリップはボルドーの酒商にワイン樽を渡し、熟成と瓶詰め作業を委託するという慣習に不満を抱いていた。そのため資本をかけてでもシャトーで瓶詰めまで行う元詰め方式に変更させた。このおかげで独自の味を確立しやすくなり、売り上げは徐々に伸びていった。さらにラベルに有名な画家の絵を付けることを思い付き、友人だったキュービズム派の画家ジャン・カルリュにデザインを頼んだ。しかし他のワイン商の反発を買い、この時には中止を余儀なくされている。
シャトー・ムートンは1855年のボルドーワインの格付けで2級とされていたが、フィリップはこの格付けは不当と考え、ライバルでパリ・ロチルド本家が所有するラフィットと同じ1級に昇格させることを夢見ていた。そのため、ムートンと既存の1級シャトー（ラフィット、マルゴー、ラトゥール、オー・ブリオン）の会合（1級ワイン協会）の設置を主導したが、格付け既得権の壁は厚く、ムートンの1級への昇格は当面認められそうになかった
1930年代には悪天候のためにブドウが熟成されず、シャトー・ムートンを名乗れない低品質のワインが多くなった。処分に困ったフィリップはこれをムートンのセカンドラベル「ムートン・カデ」と名付け、ファーストラベルとはデザインを変えて安価で販売した。このムートン・カデは大成功を収めた。これは悪天候でなければ生産できないので、他からブドウを買い付けて安定供給を図った。カデのおかげでシャトー・ムートンは不作であった1930年代を黒字でやっていくことができた。カデは今日のフランスでも最もよく飲まれているワインのひとつである。

### ワイン製造以外の活動
フィリップはしばしばワイン製造業から離れて気晴らしすることもあった。特に自動車レースにレーサーとして出場することと演劇の演出をすることであった。
フィリップはレーサーとしての才能にも恵まれており、1929年には第1回モナコグランプリに出場している。また同年ディジョンで行われたブルゴーニュ・グランプリでは優勝を果たしている。愛車はイスパノ・スイザ、ついでブガッティだった。やがて事故で怪我をしたため、以降はレーサーとして大会に参加することはできなくなったが、ブガッティのスポーツカーを愛し続け、後年にはブガッティのテストドライバーをしていた。
また1929年には以前から脚本書きに凝っていた父アンリがパリに劇場「テアトル・ド・ピガール」を建設したため、フィリップも演劇の演出家を務めるようになった。しかしこの劇場は赤字続きで1931年には閉鎖してしまった。父アンリはこれを機に演劇の脚本を書かなくなったが、フィリップは演劇に関心を持ち続け、後にはイギリスの劇作家クリストファー・フライの作品をフランス語に翻訳した。

### 第二次世界大戦

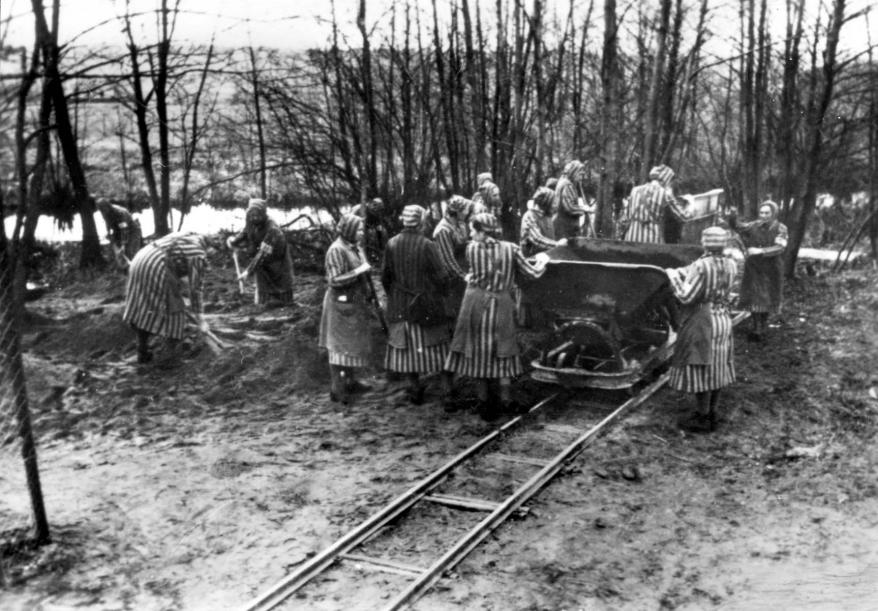
妻リリーが移送されて命を落としたラーフェンスブリュック強制収容所。女囚を中心とする収容所だった。

第二次世界大戦中の1940年5月にドイツ軍が破竹の勢いでフランスへ進撃してきた。ドイツ軍のパリ接近の報を聞くと妻エリザベート（愛称リリー）と娘フィリピーヌを伴ってシャトー・ムートンへ逃れた。だがドイツ軍は今にもメドックまでやってきそうな勢いだったので、ここからも離れることにした。この際にフィリップは危険が迫っている身でありながら従業員たちがしばらくの間は給料に困らぬよう金を隠していった。
リリーとフィリピーヌはドルドーニュの友人のところへ送り、自身は南へ逃れた。ドイツ兵の多くはナチスのプロパガンダを信じこみ、ロチルド家を悪辣なユダヤ金融資本の象徴とみなして敵意を燃やしており、シャトー・ムートンに現れるや憎悪に駆られて逃亡した当主を探し回った。しかし見つけられず、結局フィリップの肖像画に銃弾を撃ち込んで帰っていった。その間、従業員たちは恐怖に震えあがっていたという。
フィリップはフランス植民地モロッコのカサブランカに逃れたが、ここでフィリップ・ペタン元帥のヴィシー政府への反逆を企てていたピエール・マンデス＝フランスに協力したため、マンデスともどもヴィシー・フランス軍の捕虜となった。カサブランカで8か月の捕虜生活を送った後、被占領地域のマルセイユに送還された。その後しばらくフランスの非占領地域に留まっていたが、ヴィシー政府の反ユダヤ政策も徐々に激化し、1942年11月にはドイツ軍が非占領地域の占領を開始したため、ついにフランス出国を決意した。この際に妻リリーにも一緒に逃れるよう求めたが、彼女は自分はカトリックで、ペタン元帥の側近に友人もいるので大丈夫だといって同行を拒否し、フランスに残った。
やむなくフィリップは単身でピレネー山脈を徒歩で44時間かけて越えてスペインへ逃れた。さらにポルトガルを経由してイギリスへと逃れた。イギリスでシャルル・ド・ゴールの自由フランス軍に入隊し、暗号解読部に所属した。自由フランス軍時代に第4級レジオンドヌール勲章を受章している。
1944年6月のノルマンディー上陸作戦に際しては解放されたルアーブルで民政にあたった。この際に妻リリーがゲシュタポに逮捕されたらしいことを知った。ルアーブルでの任務を終えるとすぐにパリに向かい、妻リリーと娘フィリピーヌの情報をかき集めた。フィリピーヌは移送される前に母方シャンビュール家の手引きでパリを脱出してエスクリネルのシャンビュール家に引き取られたが、リリーはパリから脱出できず、移送列車に乗せられて東部へ移送されたらしいことがわかった。娘フィリピーヌとは再会できたが、妻の行方は何もつかめなかった。
ちょうどこの頃、フィリップは解放されたドイツ国内の強制収容所を訪問して生存者から証言を取る任務を与えられたため、収容者リストに妻の名前を探したが見つからなかった。パリにもどった後には強制収容所収容者の生活を支援する公共機関に通って妻を探した。そこで戦時中にフィリップとリリーを匿ってくれた人の親戚で、ラーフェンスブリュック強制収容所から解放されたばかりの女性と出会い、彼女からリリーがラーフェンスブリュックで果てたことを知らされた。それを聞いたフィリップは絶望の淵に沈んだ。

### シャトー経営の再開

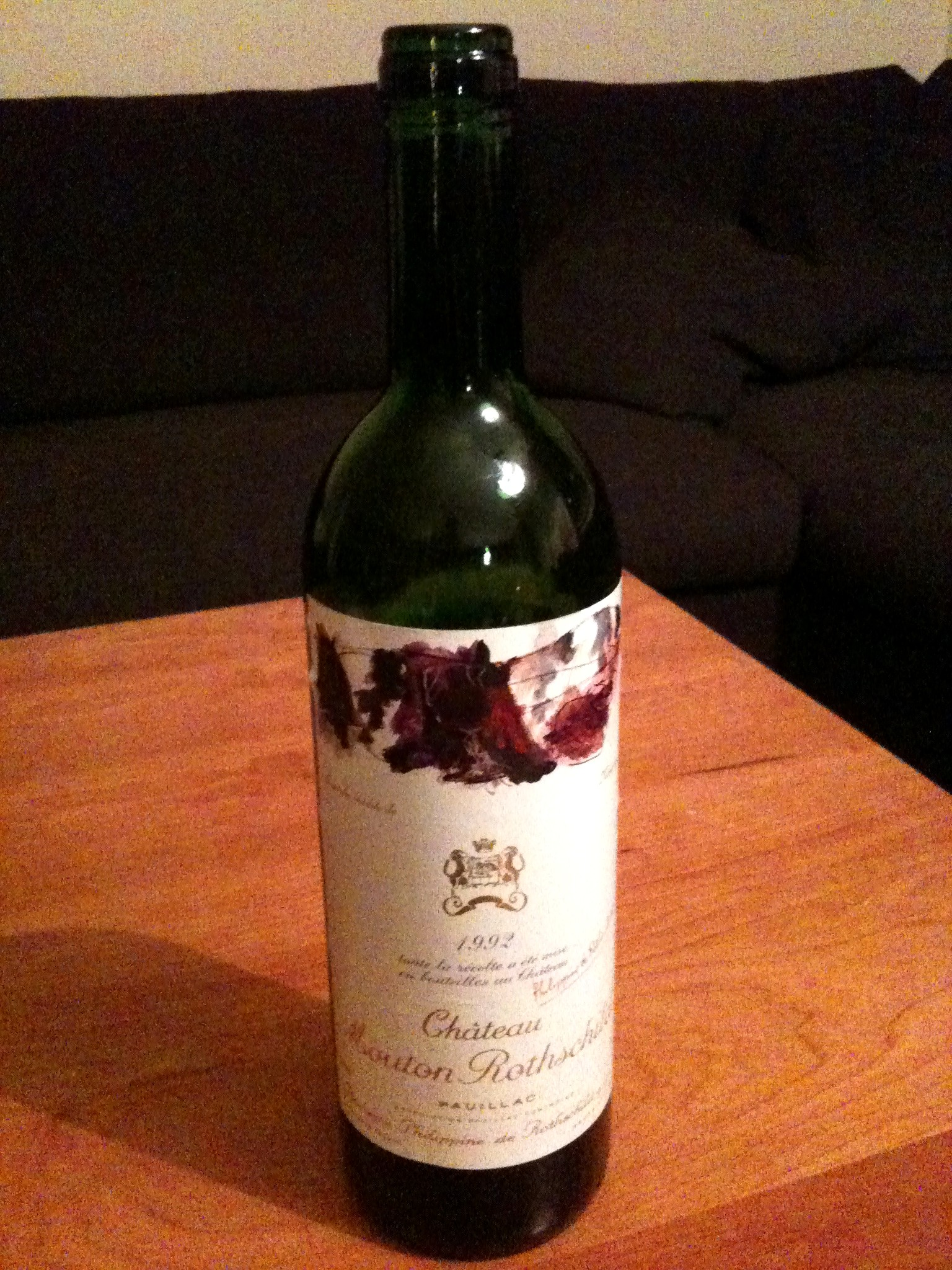
1992年物のシャトー・ムートン。

戦時中亡命したロチルド一族の者はヴィシー政府によってフランス国籍を剥奪され、財産の所有権も無くなり、一方的に略奪された。シャトー・ムートンはシャトー・ラフィットと同じくヴィシー政府農業省に所有されていた（ドイツ空軍総司令官ヘルマン・ゲーリング国家元帥がフランスの有名ワインを個人的支配下に置こうとしていたので、ヴィシー政府としてはできるだけドイツ人の手に落ちないようにとシャトーを直接所有したようである）。しかし戦争が終わるまでにはシャトー・ムートンはすっかり荒廃してしまった。
フランスを解放したド・ゴール臨時政府はただちにユダヤ人のフランス市民権を回復し、ユダヤ人が不当に奪われた財産も全て返還することを宣言した。これによりフィリップもシャトー・ムートンの所有権を取り戻した。
フィリップがシャトー・ムートンへ戻った際、醸造長に貯蔵庫にある苔むした壁に案内された。醸造長は「貴方様がここをお発ちになった時、この壁を作らせたのです。ご主人様、貴方様の最高級のワインはこの壁の向こうにございます。ゲーリングに奪われてなるものかと思って隠したのでございます」と述べ、壁の向こうに隠してあるシャトー・ムートンの極上物をフィリップに披露したという。
事業を再開し始めた当初は資金がなかったため、厳しい状態が続いたが、ロチルドの名の信用のおかげで融資を受けられ、再建を軌道に乗せることができた。1947年には父アンリが死去し、兄姉とともにシャトー・ムートンの所有権を得たが、兄も姉もシャトー・ムートンに関心を持っていたなかったので二人の所有権はフィリップが買い取ることになった。
事業再開とともに以前やっていたラベルに画家の絵を描くアイデアを再度採用した。さらに年ごとにラベルのデザインを変えることにした。ピカソ、ダリ、ミロ、シャガールなどの画家がムートンのラベルを描いた。
戦後もフィリップはシャトー・ムートンの格付けを1級に上げるためにあらゆる手を尽くしたが、エリー・ド・ロチルドが所有するラフィットをはじめとする既存の4つの1級シャトーから締め出しを食らった。しかしロチルド家に近いジョルジュ・ポンピドゥーが大統領となった1969年から徐々に情勢は動き出し、他の1級シャトーも妥協していき、ついに1973年に農業相ジャック・シラク（後のフランス大統領）によってシャトー・ムートンが第1級シャトーに格上げされた。シャトー・ムートンではこれを盛大に祝い、フィリップは1973年ヴィンテージのラベルに「われ1級なり、かつて2級なりき、されどムートンは変わらず」と刻ませた。
1988年に死去し、シャトー・ムートンは娘フィリピーヌに受け継がれた。

## レース戦績

### ル・マン24時間レース
| 年     | チーム                     | コ・ドライバー     | 車両                              | クラス | 周回数 | 総合順位 | クラス順位 |
| ------ | -------------------------- | ------------------ | --------------------------------- | ------ | ------ | -------- | ---------- |
| 1929年 | オートモビル エリート パリ | ガイ・ブリアート   | スタッツ・モデル M ブラックホーク | 8.0    | 153    | 5位      | 2位        |
| 1930年 | ロバート・パーク           | エドモンド・バリエ | スタッツ・モデル M ブラックホーク | >3.0   | 42     | DNF      | DNF        |

## 家族
1933年にリリーの愛称を持つエリザベート・ド・シャンビュールとの間にフィリピーヌを儲けた。リリーは当時ベルギーの男爵の夫人だったが、これを機に1934年に離婚してフィリップと再婚することになった。フィリップとリリーは1937年にも男子を儲けたが、この子は生後すぐに死去している。
リリーは第二次世界大戦中にフィリップに同行せず、フランスに留まったため、ナチス・ドイツのラーフェンスブリュック強制収容所に移送されてそこで果てることとなった。戦後フランスに戻ったフィリップはこれを知ると絶望し、カトリックの彼女が収容所に送られたのはロスチャイルドの姓のせいだと考え、自分と結婚さえしなければ彼女は死なずに済んだと自責の念に苦しんだ。しかし生前リリーは知人から「ロスチャイルドの名前は貴方に不幸しかもたらさないでしょう？」と問われた際に「ロスチャイルドの名前が何をもたらそうと、私には苦しみよりも喜びの方が多かったわ」と答えていた。
1954年にパリで活躍するアメリカ人のファッションデザイナーのポーリン・ポッターと再婚した。ポーリンとフィリップは芸術と文学の愛好で気があったという。またポーリンはシャトー・ムートンのワインを愛していたので彼女もシャトーの経営に積極的に参画した。